# Majak (rejon briediński)
Majak (ros. Маяк) – osiedle w Rosji, w obwodzie czelabińskim, w rejonie briedińskim. W 2010 liczyło 1426 mieszkańców.